# Pellerey
Pellerey är en kommun i departementet Côte-d'Or i regionen Bourgogne-Franche-Comté i östra Frankrike. Kommunen ligger i kantonen Saint-Seine-l'Abbaye som tillhör arrondissementet Dijon. År 2022 hade Pellerey 81 invånare.

## Befolkningsutveckling
Antalet invånare i kommunen Pellerey
Referens:INSEE